# Краевики
Краевики, или ромбовики (лат. Coreidae) — семейство полужесткокрылых из подотряда клопов. В семействе насчитывается приблизительно 1 800 видов из примерно 150 родов.

## Распространение
Большинство видов обитают в тропических и субтропических зонах. Остальные обитают по всему миру.

## Описание
Клопы средних или крупных размеров, от 7 до 40 мм, обычно не более 20 мм. Форма тела весьма разнообразна, хотя у большинства бока брюшка распластаны и выступают из-под надкрылий.

## Экология
Большинство растительноядные (некоторые из них сельскохозяйственные вредители), также встречаются и хищники.